# Ziersdorf
Ziersdorf osztrák mezőváros Alsó-Ausztria Hollabrunni járásában. 2022 januárjában 3400 lakosa volt. 

## Elhelyezkedése

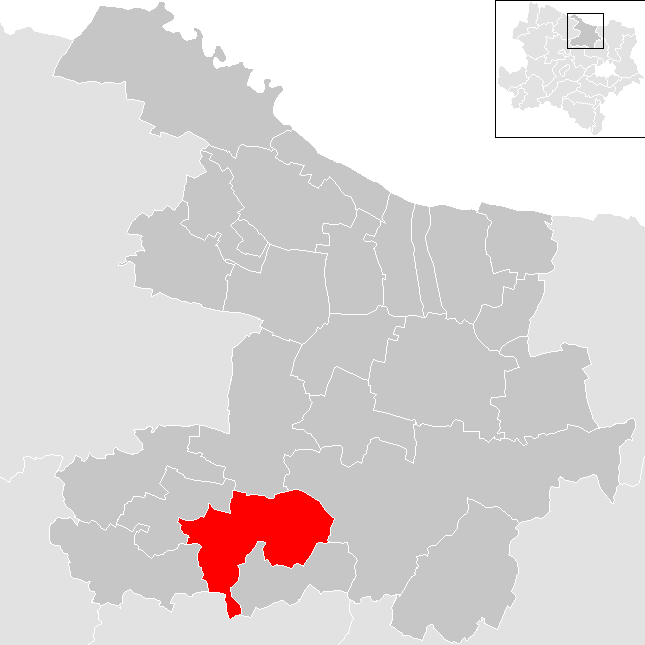
Ziersdorf a Hollabrunni járásban

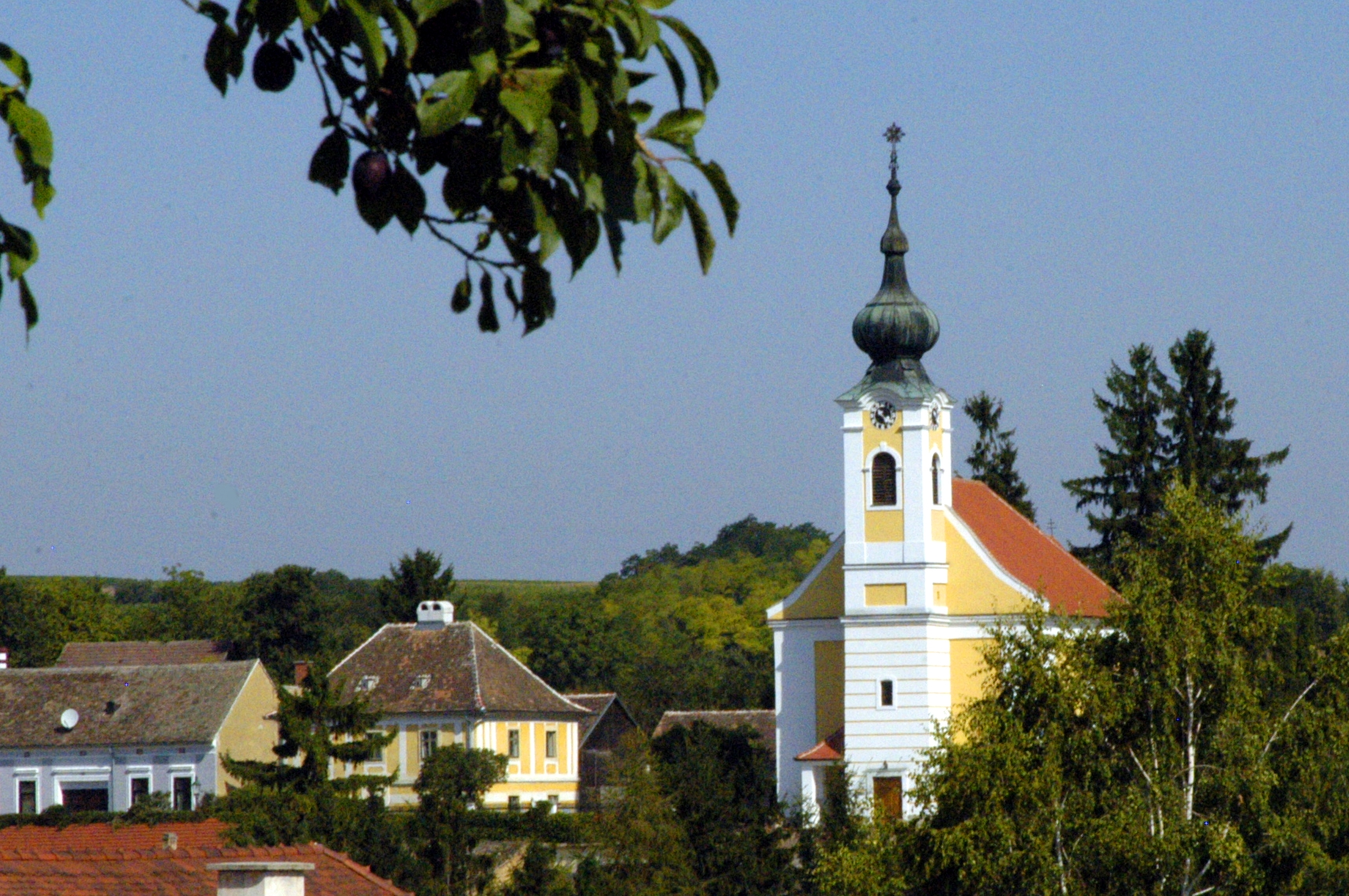
A Szentháromság-plébániatemplom

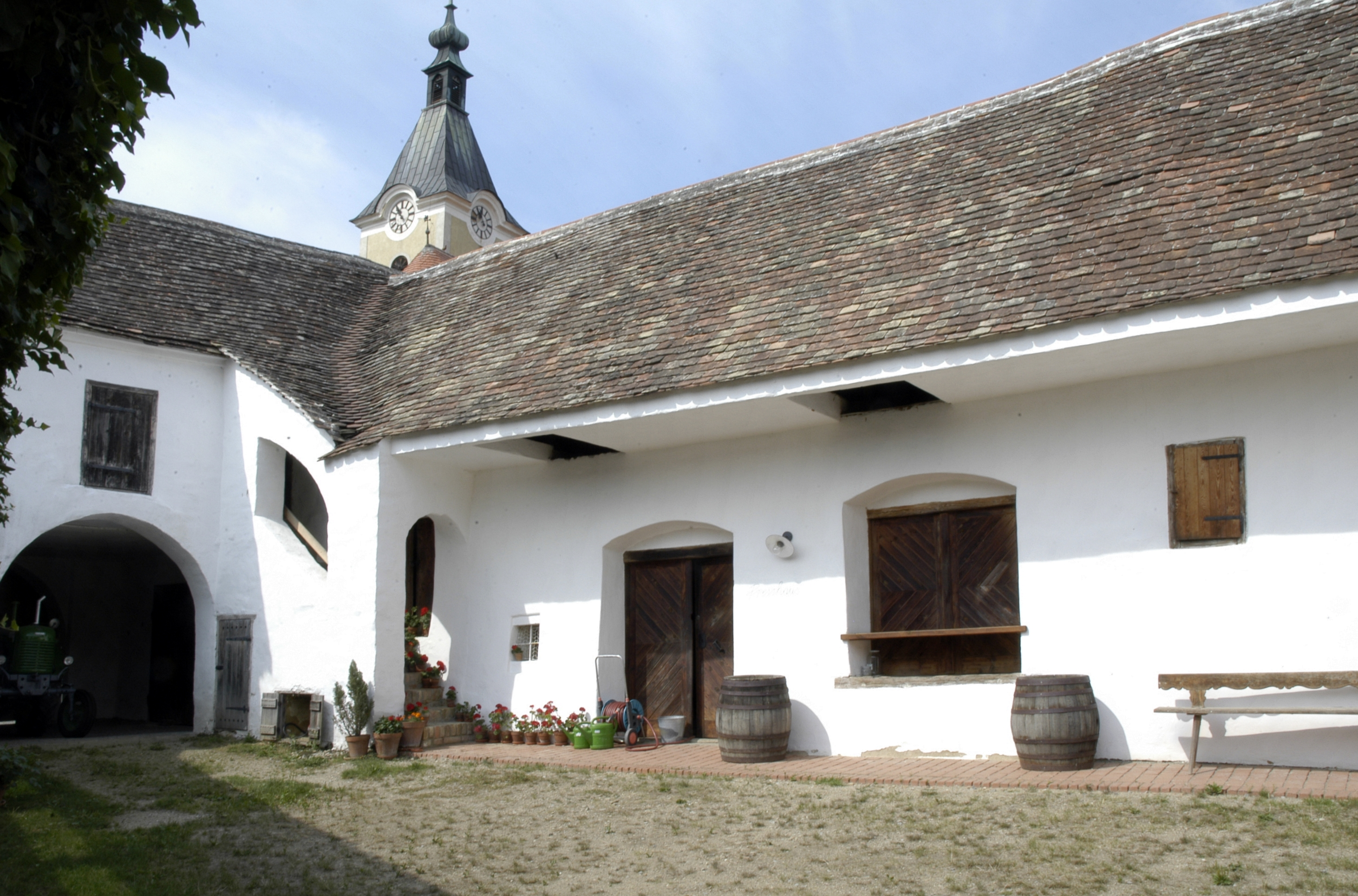
A Brandlhof

Ziersdorf a tartomány Weinviertel régiójában fekszik. Legfontosabb folyóvizei a Schmida, a Baritz és a Gartenbach. Területének 19,7%-a erdő, 7,4% szőlő, 62,3% áll egyéb mezőgazdasági művelés alatt. Az önkormányzat 9 települést egyesít: Dippersdorf (96 lakos 2022-ben), Fahndorf (169), Gettsdorf (229), Großmeiseldorf (420), Hollenstein (102), Kiblitz (129), Radlbrunn (378), Rohrbach (231) és Ziersdorf (1646).
A környező önkormányzatok: nyugatra Hohenwarth-Mühlbach am Manhartsberg, északnyugatra Ravelsbach, északra Sitzendorf an der Schmida, keletre Hollabrunn, délkeletre Heldenberg, délre Großriedenthal. 	

## Története
Ziersdorfot 1100 körül említik először Cigeisdorf formában. A kelet-nyugat irányban elterülő kis falu a 18. században a Bécsből kiinduló birodalmi főút megépítésével nagyobb jelentőségre tett szert, fokozatosan leelőzte a szomszéd falvakat és tengelyét az észak-déli haladású főút határozta meg. 1861-ben mezővárosi rangra emelték. Gazdasága a 19. század második felében újabb lendületre tett szert a Ferenc József-vasútvonal megépülésével, valamint a helyi agyagos talajt kihasználó téglagyárak alapításával (a 21 gyárra ma már csak egy múzeum emlékeztet). 
1966-ban Gettsdorf és Hollenstein, 1969-ben Dippersdorf, 1971-ben Fahndorf, Kiblitz, Radlbrunn és Rohrbach, 1972-ben pedig Großmeiseldorf falvakat csatolták Ziersdorf önkormányzatához. 

## Lakosság
A ziersdorfi önkormányzat területén 2022 januárjában 3400 fő élt. A lakosságszám 1910-ben érte el a csúcspontját 4000 fővel, azóta enyhe csökkenés tapasztalható. 2020-ban az ittlakók 95,9%-a volt osztrák állampolgár; a külföldiek közül 0,5% a régi (2004 előtti), 1,4% az új EU-tagállamokból érkezett. 1,8% az egykori Jugoszlávia (Szlovénia és Horvátország nélkül) vagy Törökország, 0,4% egyéb országok polgára volt. 2001-ben a lakosok 91,1%-a római katolikusnak, 1,2% evangélikusnak, 2,3% mohamedánnak, 4% pedig felekezeten kívülinek vallotta magát. Ugyanekkor a legnagyobb nemzetiségi csoportot a németek (96,8%) mellett a törökök alkották 1,3%-kal.
A népesség változása:

| 2016 | 3 394 |
| 2018 | 3 446 |

## Látnivalók

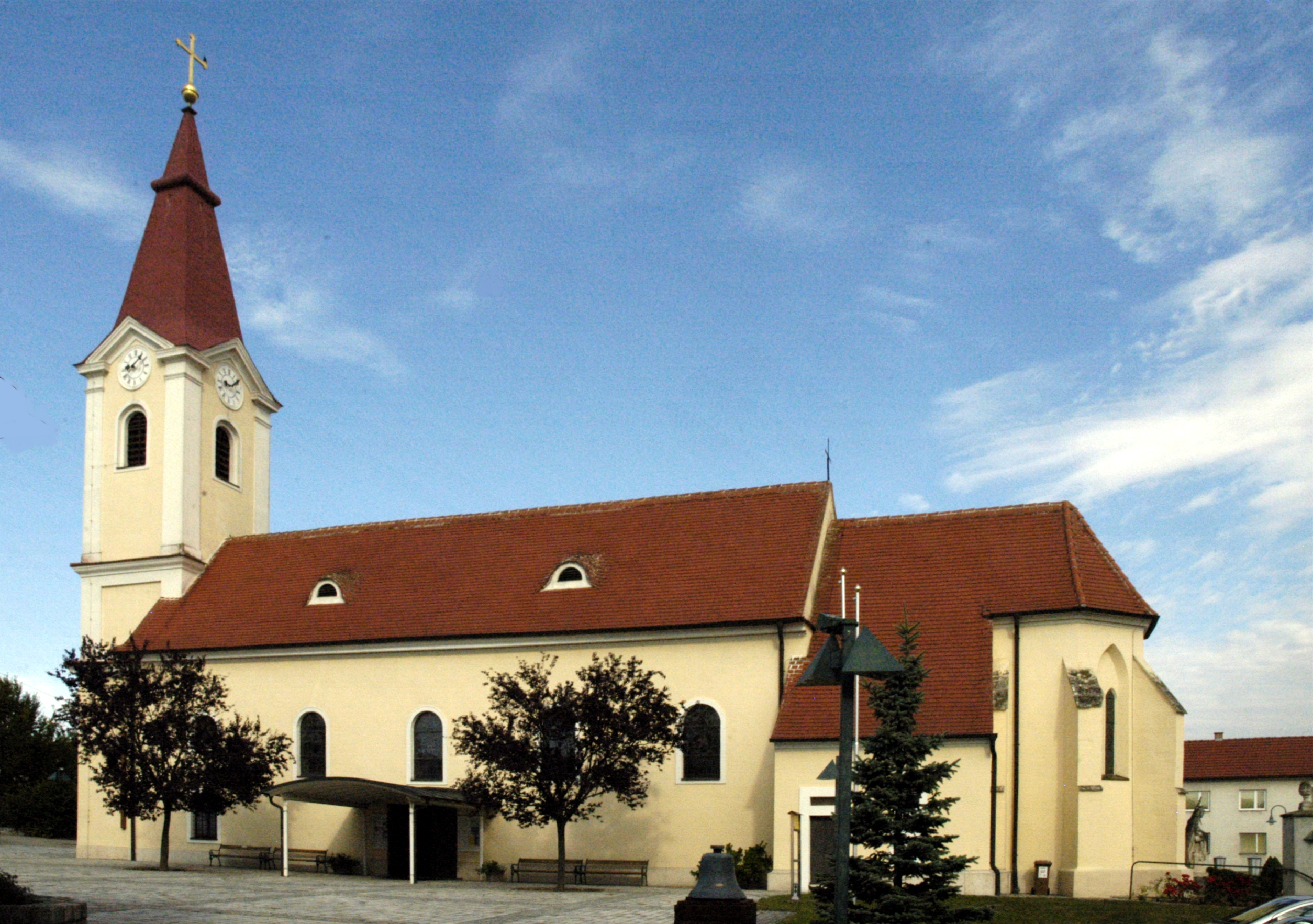
A Szt. Wolfgang és Katalin-plébániatemplom

- a ziernsdorfi Szt. Wolfgang és Katalin-plébániatemplom
- a fahndorfi Szentlélek-plébániatemplom
- a gettsdorfi Szt. Bálint-plébániatemplom
- a großmeiseldorfi Szentháromság-plébániatemplom
- a radlbrunni Keresztelő Szt. János-plébániatemplom
- a rohrbachi Szt. András-plébániatemplom
- a radlbrunni Brandlhof majorság története a 13. századra nyúlik vissza
- a téglamúzeum

## Testvértelepülések
- Kürnbach (Németország)

## Fordítás
- Ez a szócikk részben vagy egészben  a   Ziersdorf című német Wikipédia-szócikk ezen változatának fordításán alapul.  Az eredeti cikk szerkesztőit annak laptörténete sorolja fel. Ez a jelzés csupán a megfogalmazás eredetét és a szerzői jogokat jelzi, nem szolgál a cikkben szereplő információk forrásmegjelöléseként.